# ژوزب ماریا فورن
ژوزب ماریا فورن (کاتالونیایی: Josep Maria Forn؛ تلفظ کاتالان: [ʒuˈzɛb məˈɾi. ə ˈforn]؛ (زادهٔ ۴ آوریل ۱۹۲۸ – درگذشتهٔ ۳ اکتبر ۲۰۲۱) کارگردان فیلم اهل اسپانیا بود.
از فیلم‌های او می‌توان به سرهنگ ماسیا اشاره نمود که دربارهٔ زندگی فرانسسک ماسیا رئیس‌جمهور کاتالونیا بود.
وی همچنین برندهٔ جوایزی همچون جایزه کرئو د سن ژردی بود.